# Indemnisation de la France par la république d'Haïti

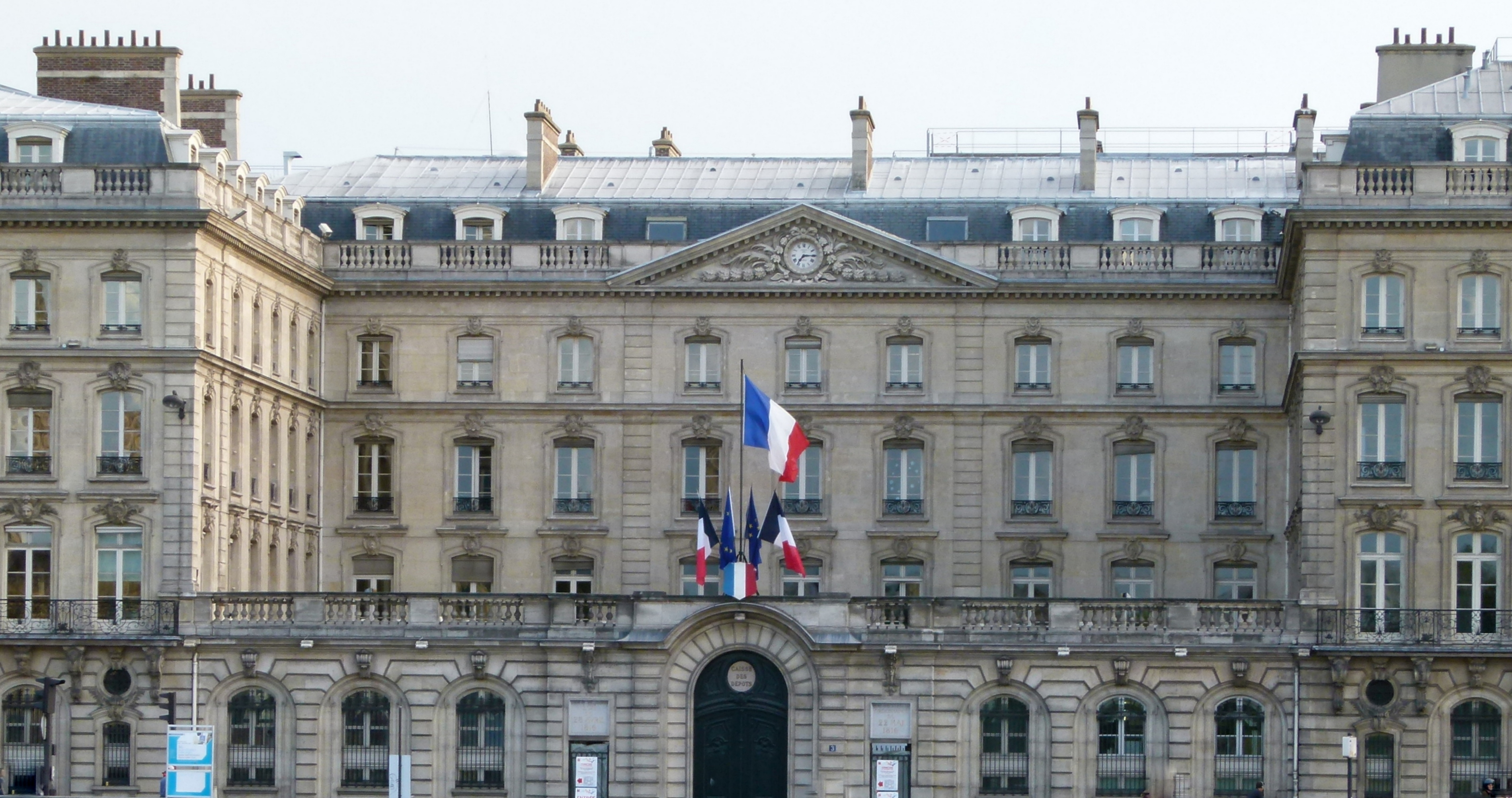
Siège parisien de la Caisse des dépôts et consignations, institution publique qui a reçu les fonds versés par la république d'Haïti.

L'indemnisation de la France par la république d'Haïti est la somme d'argent que la France a contraint Haïti à lui verser, pour compenser les pertes causées aux propriétés des colons par les révoltes des esclaves et l'indépendance d'Haïti. Elle est surnommée la « double dette » ou encore la « dette de l'indépendance ». 
En 1825, par un blocus maritime et la menace de bombardements, le royaume de France (Seconde Restauration) obtient que les anciens esclaves et leurs descendants de la république d'Haïti (ancienne colonie de Saint-Domingue) dédommagent leurs anciens maîtres esclavagistes et leurs héritiers, en échange de la reconnaissance de l'indépendance du pays, officiellement encore possession française selon le traité de Paris. Le montant de l'indemnité, qui s'élève initialement à 150 millions de francs or, est réduit à 90 millions en 1838. Si celui-ci est soldé en 1883, Haïti continue de rembourser les emprunts et intérêts auprès des banques françaises et américaines jusqu'en 1952. Le paiement de cette indemnité a entraîné un important retard de développement dans le pays.  
Depuis le début des années 2000, Haïti plaide pour le versement de réparations financières de la part de la France.

## Histoire

### Contexte

#### Colonie française esclavagiste et lucrative
Colonisée par la France bien après les autres îles caribéennes, la partie occidentale de l'île d'Hispaniola (Saint-Domingue, actuelle Haïti) connaît un essor fulgurant : en moins d’un siècle, la colonie devient le premier fournisseur de sucre de l’Europe. 

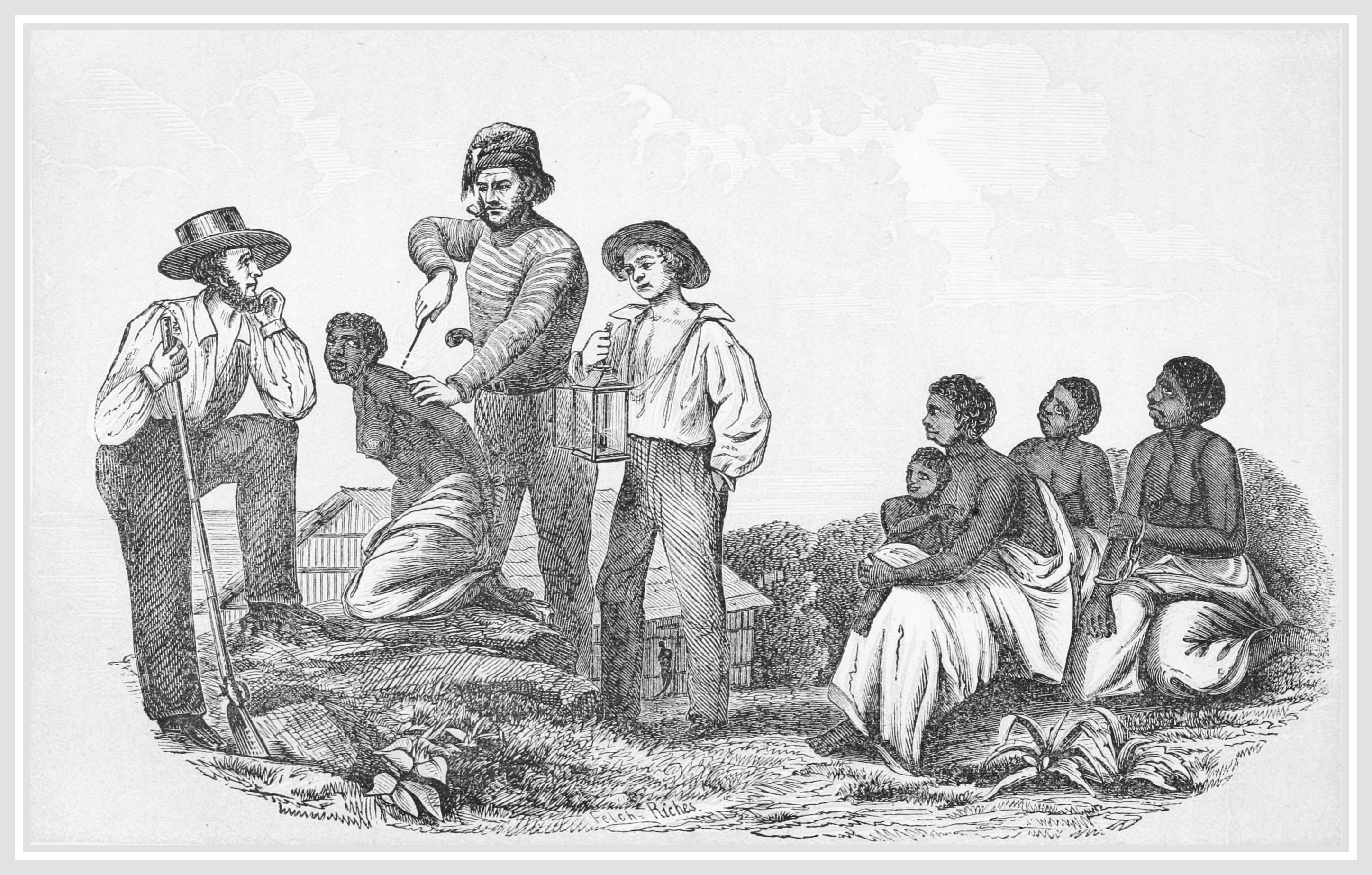
Marquage au fer d'esclaves issus de la traite négrière.

À la fin de l'Ancien Régime, au XVIIIe siècle, la colonie a la réputation d'être l'économie de plantation la plus lucrative du monde. Entre 1785 et 1790, Saint-Domingue absorbe 37 % de l’ensemble de la traite transatlantique d’esclaves, toutes nations confondues.
En 1788, c'est la première société esclavagiste de toute la Caraïbe avec 500 000 esclaves africains travaillant dans 792 sucreries, 2 810 caféteries, 3 097 indigoteries et 705 cotonneries, et produisant des marchandises coloniales d'une valeur de 239 millions de livres destinées aux marchés européens et nord-américains. Cette année-là, la colonie compte également 32 000 Blancs et 28 000 libres de couleur (métis ou noirs affranchis).

#### Révolte des esclaves et abolition de l'esclavage

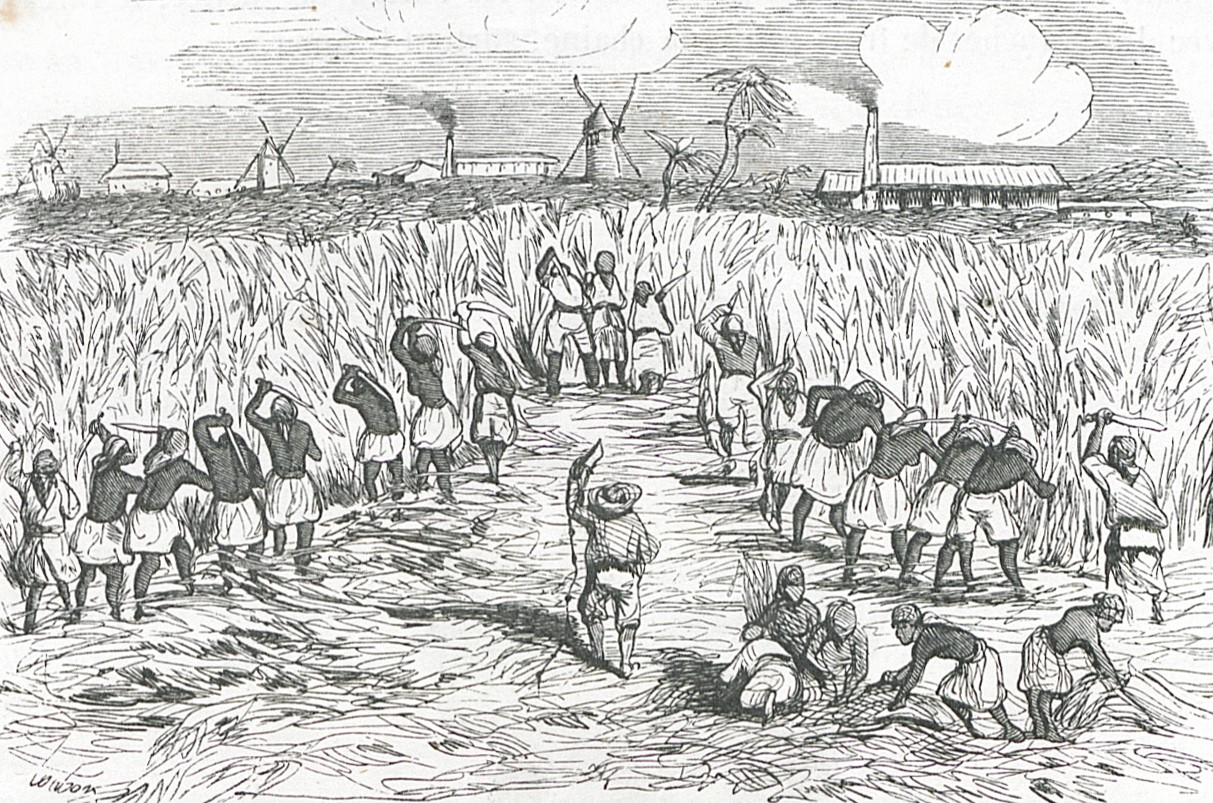
Esclaves coupant la canne dans une habitation agricole.

Les conditions de vie et de travail sont très difficiles pour les esclaves, et plus dégradées que dans le reste de la Caraïbe.
Le taux de mortalité est particulièrement élevé, en raison principalement de l'épuisement provoqué par la surcharge de travail dans les habitations agricoles. Un tiers des Bossales (nouveaux arrivés) meurent dans l'année, et plus de la moitié dans les trois ans. Les survivants et leurs enfants nés dans la colonie (Créoles), représentent alors 90 % de la population totale.
En cas de faute, les esclaves sont durement châtiés. Les sévices sont si cruels que l'État est obligé de légiférer à plusieurs reprises pour limiter, en vain, la liberté des maîtres en matière de châtiments.

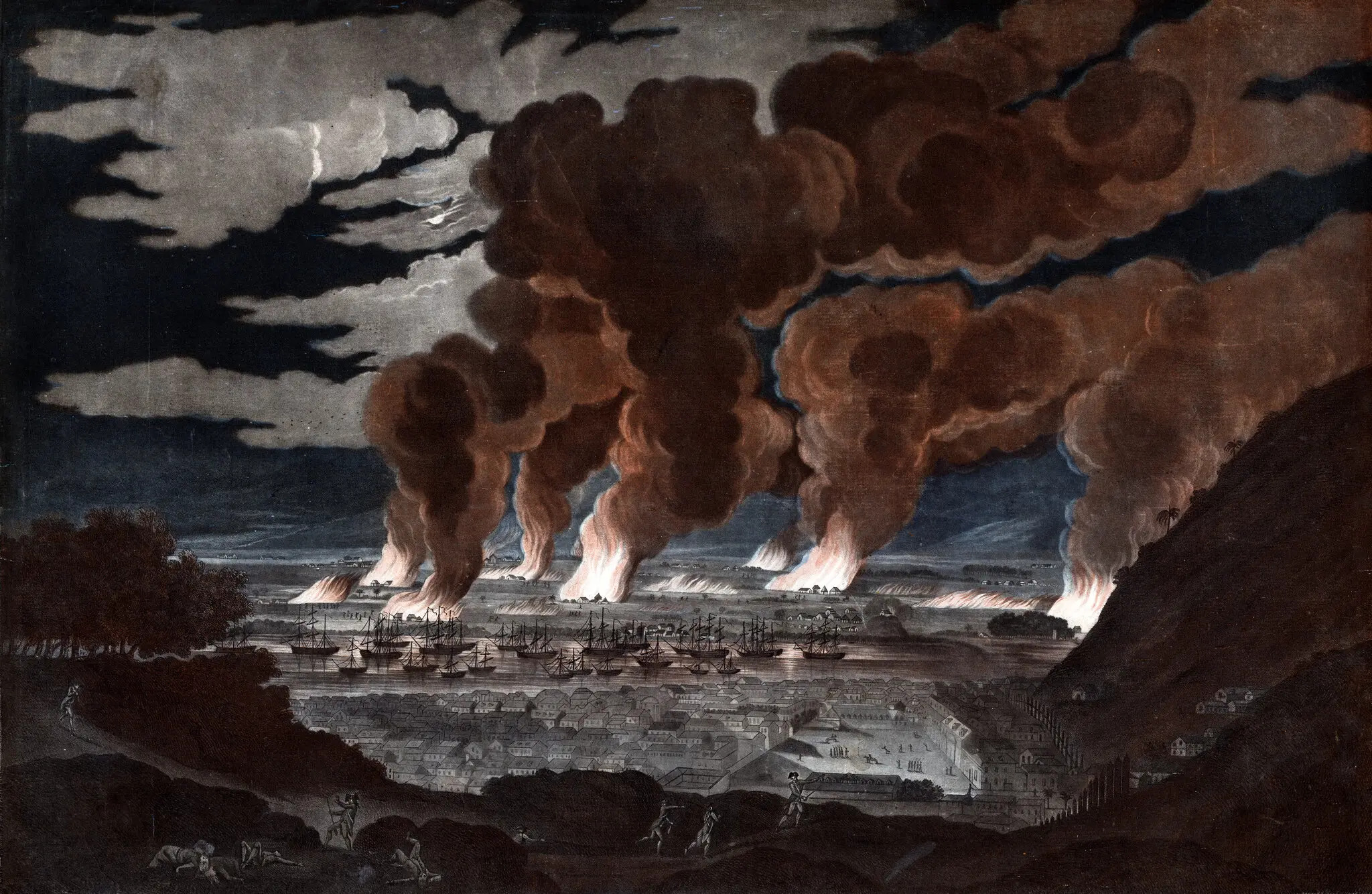
Vue des habitations de Cap-Français incendiées par les esclaves révoltés en août 1791.

Deux ans après la Révolution française, Saint-Domingue devient le théâtre d'une insurrection des esclaves du nord de la colonie. Peu après le début des guerres de la Révolution, les Anglais interviennent pour soumettre les possessions françaises des Caraïbes. En 1793, les commissaires politiques de la République française, Sonthonax et Polverel, comptant sur l'aide des affranchis pour repousser les Anglais, abolissent l'esclavage à Saint-Domingue. L'année suivante, la Convention montagnarde vote l'abolition de l'esclavage dans l'ensemble des colonies françaises.

#### Réaction française

##### Expédition militaire

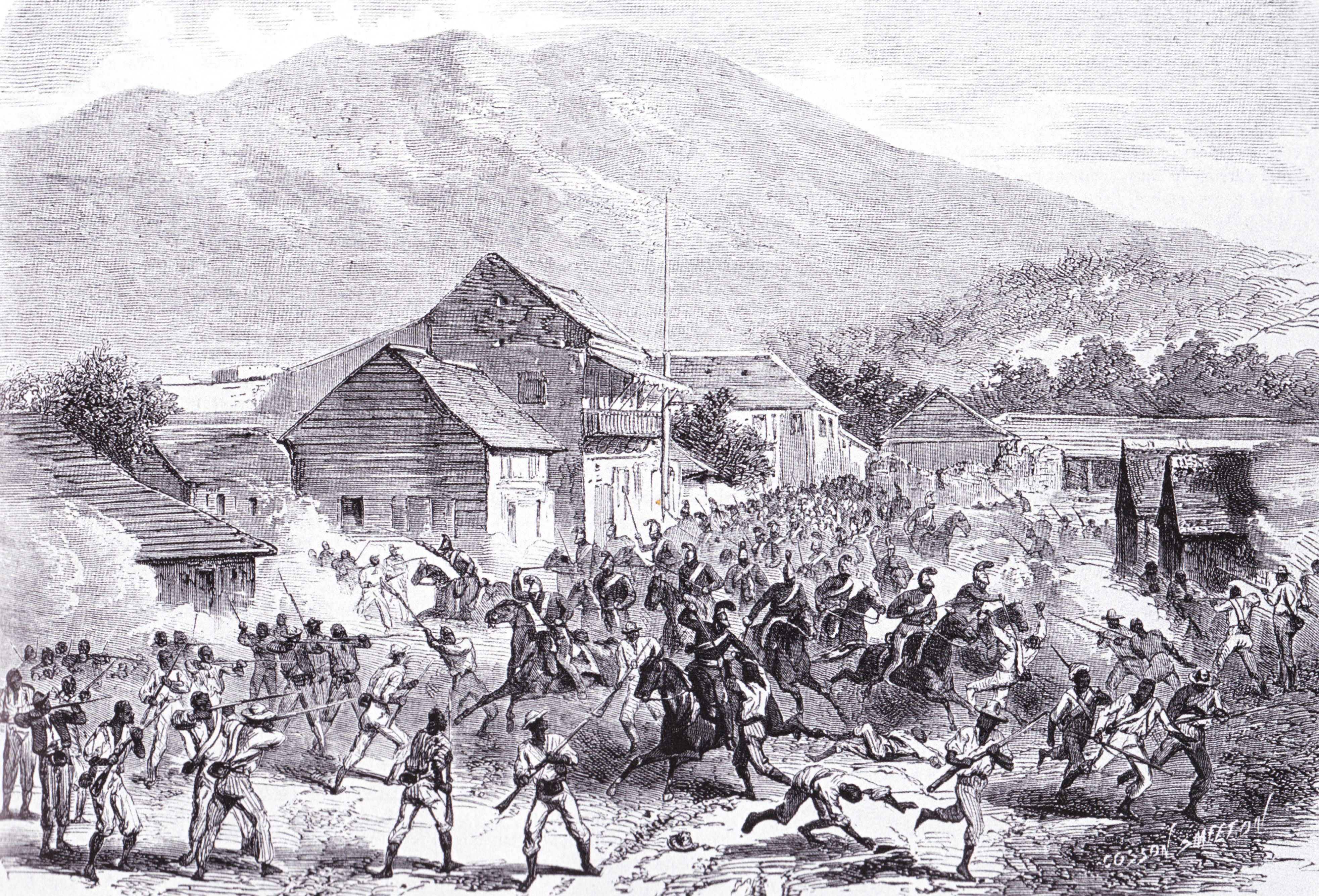
Troupes napoléoniennes chargeant les insurgés haïtien durant l'expédition de Saint-Domingue (1801-1803).

Dès 1794, Toussaint Louverture s'impose comme chef de la rébellion noire de Saint-Domingue. En 1798, après avoir traité avec les Britanniques lors de leur départ de la colonie, alors qu'il est général de division et lieutenant général au gouvernement de la colonie, il réorganise l'économie de Saint-Domingue ruinée par la guerre. Il attache notamment les cultivateurs aux terres, dans une forme de servage, et fait revenir certains colons d'exil.
En 1802, le premier consul Napoléon Bonaparte, plénipotentiaire depuis son coup d'État de 1799, envoie un corps expéditionnaire à Saint-Domingue, commandé par son beau-frère le général Leclerc. L'objectif est d'abord de mettre un terme au projet d'autonomie du général de division Toussaint Louverture, qui s'était fait nommer gouverneur à vie de Saint-Domingue. L'année suivante, ce dernier est vaincu, capturé par traîtrise, et déporté en France où il meurt de froid et de malnutrition au fort de Joux.

##### Tentative de rétablissement de l'esclavage et exactions

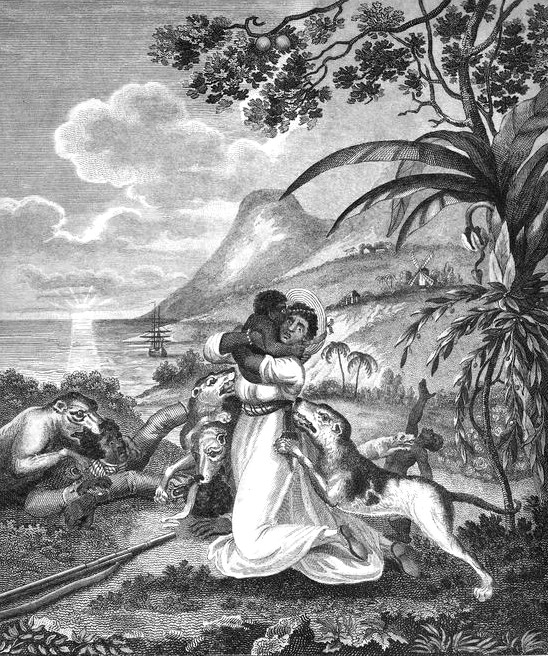
Dogues de Cuba chasseurs d'esclaves, utilisés à la demande de Leclerc contre les insurgés.

Toussaint Louverture neutralisé, Napoléon donne l'instruction au général Leclerc de rétablir l'esclavage dans la colonie. Celui-ci procède au désarmement de la population, qu'il met en œuvre à grand renfort d’exécutions sommaires, asphyxie au soufre, noyades, molosses, déportations,. C'est alors que les officiers de couleur encore fidèles à la France se retournent contre la puissance coloniale et rejoignent les insurgés.

#### Victoire militaire des insurgés
À la bataille de Vertières en novembre 1803, les armées françaises sont définitivement battues. Au total, plus de 20 000 soldats français trouvent la mort lors de cette expédition. Rochambeau, le successeur de Leclerc, n'a alors d’autre choix que d'ordonner l'évacuation de l'île.

#### Indépendance d'Haïti

##### Déclaration d'indépendance non reconnue
Après l'échec de la tentative française de reprise en main de la colonie et le départ de ce qui restait du corps expéditionnaire, les vainqueurs noirs de la rébellion déclarent, le 1er janvier 1804, l'indépendance de Saint-Domingue, sous le nom d'Haïti, l'ancien nom indigène de l'île. Le premier État au monde fondé par d'anciens esclaves vient ainsi de naître.
Toutefois, l'indépendance d'Haïti n'est pas reconnue par le concert des nations, de nombreux États redoutant que l'esprit de liberté ne contamine leur propre population servile (États-Unis, Brésil, Cuba). Le sénateur américain du Missouri, Thomas Benton, exprime ainsi ses craintes au Congrès : « La paix de onze États de notre union ne saurait tolérer qu’une insurrection victorieuse de Nègres porte ses fruits. » Il complète même : « Il ne sera permis à aucun consul ni ambassadeur noir de s’établir dans nos villes et de parader dans notre pays. »
De même, lors du traité de Paris signé le 30 mai 1814, le royaume de France obtient des puissances signataires que l'indépendance d'Haïti ne soit pas reconnue, et que le territoire soit encore considéré comme colonie française.

##### Massacre de la population blanche restante
Les deux tiers des propriétaires d'habitations résidaient en métropole, et la majorité des colons français sur place ont fui par vagues successives. Toutefois, sur les 32 000 Blancs présents avant la Révolution, il en reste encore quelques milliers présents à Saint-Domingue en 1804. Ceux-ci sont suspectés de fidélité à l'ancienne puissance coloniale, le nouveau pouvoir haïtien craignant une nouvelle expédition française pour reprendre l'île. D'autant plus que, parmi eux, figurent d'anciens maîtres esclavagistes et des membres de la Garde nationale coloniale ayant combattu avec les troupes françaises lors de l'expédition Leclerc. Par ailleurs, un petit contingent de soldats français reste établi à Santo Domingo, capitale de la partie espagnole d'Hispaniola, encore occupée par les Français, et menace d'envahir à nouveau l'ancienne colonie, et d'en « annihiler » la population noire. Informé de ces projets et de la présence de soutiens parmi les colons blancs encore présents à Haïti, Jean-Jacques Dessalines ordonne en 1804 l'élimination de la quasi-totalité des colons français blancs restés en Haïti, soit entre 2 000 à 5 000 morts,.
Après les massacres, une petite population blanche est encore présente à Haïti, notamment des médecins et des prêtres, exclus des ordonnances d'exécution, ainsi que les déserteurs polonais issus de l'expédition Leclerc, et des fermiers allemands ayant fondé une colonie dans le nord-ouest de l'île, avant la révolution,.

##### Bilan humain de la révolution haïtienne
Le bilan humain de la Révolution haïtienne, du soulèvement des esclaves en 1791 aux massacres de 1804, s'élève à 10 000 colons et 46 000 soldats français tués, et à plus de 120 000 morts parmi les noirs et anciens libres.

### Indemnisation des colons français

#### Indemnisation imposée en échange d'une reconnaissance d'indépendance
|  |

Pour les anciens propriétaires blancs, la création d'Haïti signifie la perte de leurs biens, répartis entre les officiers et soldats de l'armée insurrectionnelle. Après la chute de Napoléon, ils réclament une autre intervention militaire française pour soumettre l'ancienne colonie, que les traités de Paris de 1814 et 1815 déclaraient toujours française. Jean-Gabriel Peltier, représentant de Christophe, a essayé de négocier au minimum l'indemnisation demandée par les colons, mais ne réussira pas. Pour les armateurs et négociants des ports français, il faut que la France reconnaisse au plus vite l'indépendance d'Haïti, afin de reprendre leurs fructueuses liaisons transatlantiques. Finalement, craignant une nouvelle guerre désastreuse et un veto des États-Unis, le régime de la Restauration impose le versement par Haïti d'une indemnité pour les anciens propriétaires blancs de Saint-Domingue, en échange d'une reconnaissance de son indépendance.
Du côté d'Haïti, l'idée de payer la France n'est pas nouvelle. Très tôt après l'indépendance, l'option d'un rachat des terres est évoquée, sur le modèle de la vente de la Louisiane aux États-Unis en 1803 par Napoléon. Alexandre Pétion, le président haïtien en place en 1814, avait aussi avancé l'éventualité d’une indemnisation pour éviter une nouvelle invasion française, mais calculée sur la seule perte des biens immobiliers, pas des esclaves, affranchis par décision de l'État français lui-même. Idée à nouveau envisagée par Jean-Pierre Boyer, son successeur en 1822, afin d'obtenir la reconnaissance internationale d'Haïti, privé d'échanges commerciaux avec l'Hexagone et parfois même avec les États-Unis. 

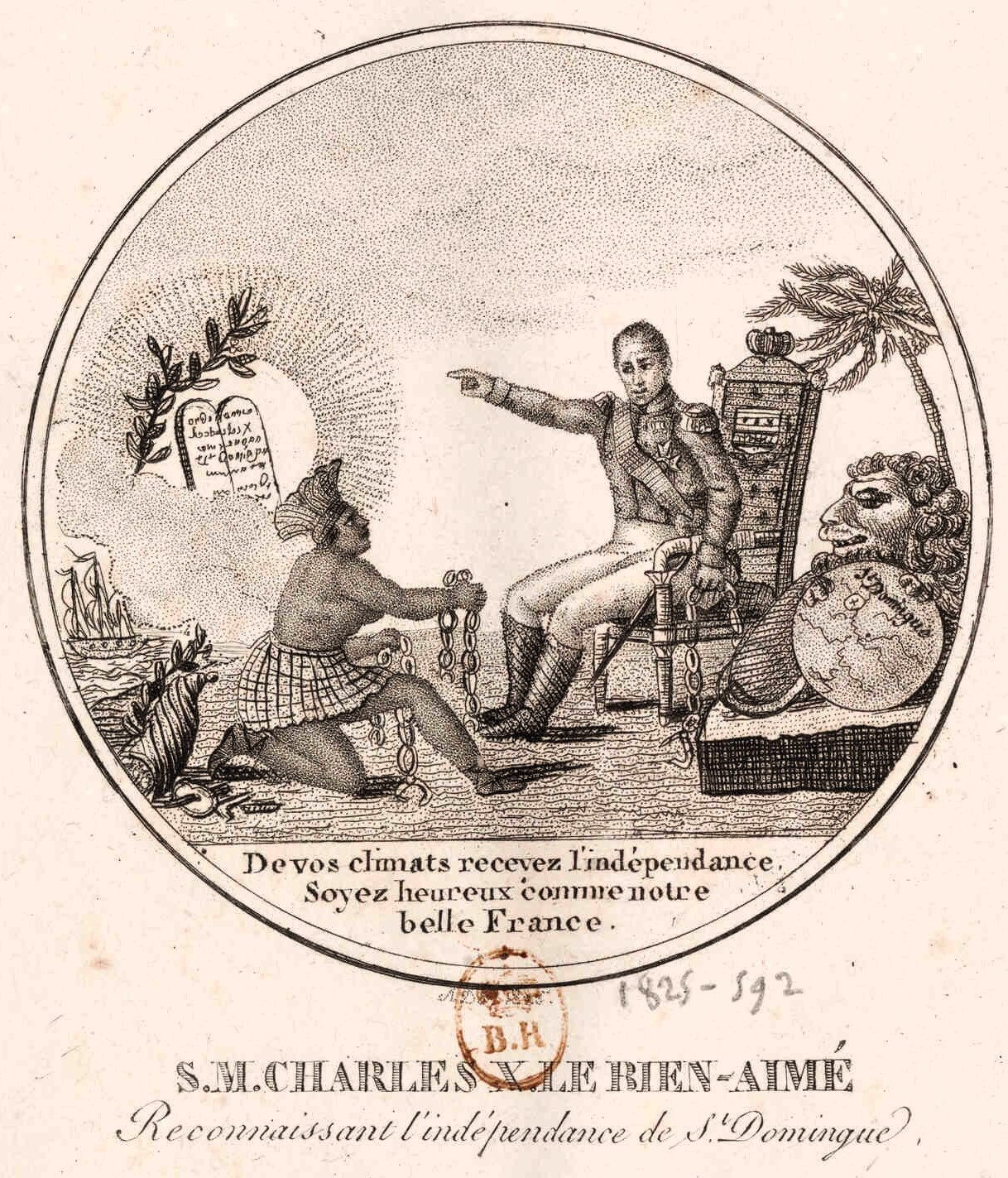
Gravure de propagande française de 1825 représentant le roi Charles X « accordant » l'indépendance à la colonie de Saint-Domingue.

Finalement, le 17 avril 1825, le roi Charles X exige, pour « concéder » son indépendance à la « partie française de Saint-Domingue », la réduction de moitié des taxes douanières sur les marchandises françaises par rapport aux autres pays, et surtout le versement d’une indemnité de 150 millions de francs or, payables en cinq années,. Le montant représente alors « l’équivalent d’une année de revenus de la colonie aux alentours de la Révolution, soit 15 % (ou, 50 %, Réf. Code Noir édition Dalloz 2006, p. 18 et 19) du budget annuel de la France », selon l'écrivain haïtien Louis-Philippe Dalembert.

À titre de comparaison, en 1803, la France a cédé la Louisiane aux États-Unis pour la somme de 80 millions de francs, alors que son territoire, bien que neuf fois moins peuplé, s’étendait sur tout ou partie de 15 États américains actuels, Haïti étant 77 fois plus petit. Autre comparaison, le traité du 29 août 1825 reconnaissant l'indépendance du Brésil par le Portugal moyennant le paiement d'une indemnité de 2 millions de livres sterling, soit environ 50 millions de francs.
L'ordonnance de Charles X
CHARLES, par la grâce de Dieu, Roi de France et de Navarre, à tous présents et à venir, salut.
Vu les articles 14 et 73 de la Charte ;
Voulant pourvoir à ce que réclame l'intérêt du commerce français, les malheurs des anciens colons de Saint Domingue, et l'état précaire des habitants actuels de cette île ;
Nous avons ordonné et ordonnons ce qui suit :
Art. 1er. Les ports de la partie française de Saint Domingue seront ouverts au commerce de toutes les nations.
Les droits perçus dans ces ports, soit sur les navires, soit sur les marchandises, tant à l'entrée qu'à la sortie, seront égaux et uniformes pour tous les pavillons, excepté le pavillon français, en faveur duquel ces droits seront réduits de moitié.
Art. 2. Les habitants actuels de la partie française de Saint Domingue verseront à la caisse fédérale des dépôts et consignations de France, en cinq termes égaux, d'année en année, le premier échéant au 31 décembre 1825, la somme de cent cinquante millions de francs, destinée à dédommager les anciens colons qui réclameront une indemnité.
Art. 3. Nous concédons, à ces conditions, par la présente ordonnance, aux habitants actuels de la partie française de Saint Domingue, l'indépendance pleine et entière de leur gouvernement.
Et sera la présente ordonnance scellée du grand sceau.

Donné à Paris, au château des Tuileries, le 17 avril de l'an de grâce 1825, et de notre règne le premier.

#### Calcul de la somme qu'Haïti doit payer
Ce sont les exportations haïtiennes de l'année 1823 qui ont servi de base. Soit 30 millions de francs-or dont 15 millions ont été soustraits au titre des coûts de production. Il a ensuite été appliqué une règle française traditionnelle de valorisation des biens à 10 ans de revenus net d'exploitation, soit 150 millions. À cette époque, il a été observé que cela représentait le montant total des exportations de la colonie en 1789, cinq fois plus importantes que celles de 1823.

#### Ultimatum et menace militaire française

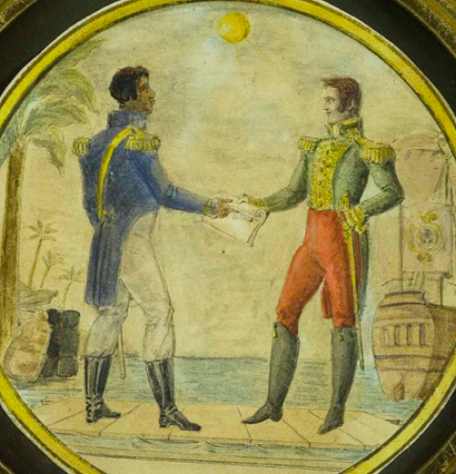
Boyer recevant l'ordonnance de des mains du baron de Mackau.

Pour contraindre l'ancienne colonie à signer l'accord, la France impose un blocus maritime et place l'île sous la menace d'une flotte composée de 14 bâtiments de guerre armés de 528 canons.

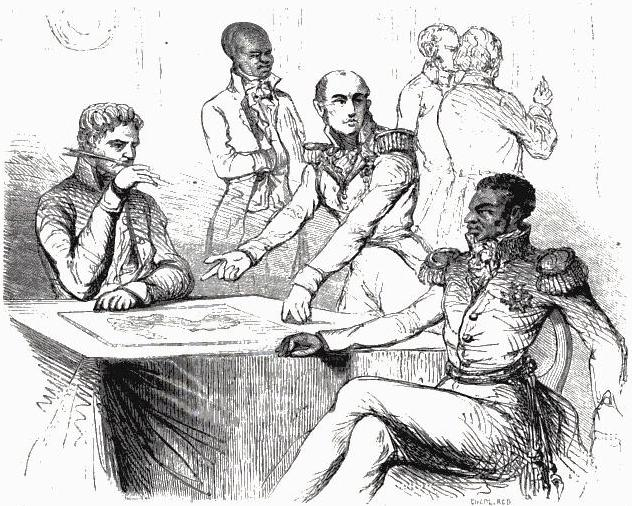
Le baron de Mackau et Jean-Pierre Boyer lors de la négociation du traité franco-haïtien de 1825.

Reçues le 8 juillet 1825, les exigences de la France sont considérées comme « excessives » et « dépassant tous nos calculs », selon le président haïtien Jean-Pierre Boyer. Mais le 11 juillet, après trois jours de réunions, et sous la menace de la guerre, le président haïtien finit néanmoins par céder et accepte la proposition de l'envoyé du roi, le baron de Mackau. Ce dernier, qui avec Charles X avait prévu que le gouvernement haïtien ne serait pas en mesure de payer le premier des cinq versements, ramène trois diplomates haïtiens en France, où ils scellent un premier emprunt de 30 millions de francs or. Avec les commissions prélevées par le consortium de banquiers prêteurs, dont les Rothschild, Haïti ne touche que 24 millions de francs. Les Haïtiens se retrouvent soudain à devoir non plus 150, mais 156 millions de francs, sans compter les intérêts. De nombreux autres emprunts suivront. Cette dépendance financière permet une mainmise sur l'ancienne colonie, malgré son indépendance, comme l'affirme le baron de Mackau : « Sous un tel régime, Haïti deviendrait indubitablement une province de la France, rapportant beaucoup et ne coûtant rien »,.

#### Modes d’évaluation des biens immobiliers des anciens colons
Pour traiter les dossiers de réclamations des anciens colons, et établir la valeur des biens perdus dont l’indemnité représentera un  dixième, une commission royale est instituée dès le 1er septembre 1825 par Charles X. Pour l'évaluation d'une habitation, productrice de denrées d’exportation, le « Code noir » en vigueur alors dans les colonies françaises, intervient et sert de fil rouge. Conformément aux articles 44 et 48 de celui-ci, lors d'une transaction immobilière, la main-d’œuvre asservie représentait 30 à 60 % de la valeur d’un bien-fonds rural (habitation), aux côtés du cheptel, du bâti et du foncier. De plus, la commission dresse une grille d'indemnisation par tête d'esclave, tant du monde agricole qu'urbain.
Le montant de l'indemnité versée aux ayants droit prend donc bien en compte les esclaves, bien que l'abolition de ce statut ait été reconnu par la France en 1794.

#### Établissement de la liste des propriétaires et colons à indemniser
Entre 1826 et 1833, à la suite de l’Ordonnance royale concernant l'indemnité attribuée aux anciens colons de Saint-Domingue (9 mai 1826, portant sur l'exécution de la loi du 30 avril - 13 mai 1826), une commission royale vérifie plus de 27 000 demandes de propriétaires de Saint-Domingue et leurs ayants droit, retenant finalement 12 000 dossiers.
Entre 1828 et 1834, la commission publie en six gros volumes les résultats de ses travaux. C'est le fameux État détaillé des liquidations opérées par la Commission chargée de répartir l'indemnité attribuée aux anciens colons de Saint-Domingue, en exécution de la loi du 30 avril 1826. Source importante de généalogie, d'histoire sociale et économique de Saint-Domingue, l'État détaillé comporte des données concernant environ 7 900 anciens propriétaires d'habitations et 1 500 d'autres immeubles. Le document fournit ainsi :
- les noms et prénoms du/des propriétaire/s ;
- les noms et prénoms des héritiers/ayants droit du ou des ancien/s propriétaire/s ;
- le nom, la paroisse et la situation exacte de l'habitation ;
- le type d'activité (sucrerie, caféterie, indigoterie, cotonnerie, etc.) ;
- le montant des indemnités allouées.

Dans le cadre de sa thèse sur la révolution de Saint-Domingue soutenue en 2009, l'historien allemand Oliver Gliech a chargé ces informations dans une base de données, les comparant ensuite avec un grand nombre d'autres sources biographiques complémentaires, notamment l'Index biographique français, la Liste définitive des propriétaires de biens situés dans les colonies (1799-1800), les Almanachs généraux de Saint-Domingue de 1779, 1785 et 1789, et les revues coloniales de l'époque comme les Affiches américaines, la Gazette de Saint-Domingue, le Moniteur général de la partie française de Saint-Domingue et les Nouvelles de Saint-Domingue.
En 2021, le CNRS met en place une base de données en libre accès qui recense les indemnités versées aux propriétaires d’esclaves. L’indemnisation la plus importante revient à la famille de Jean-Joseph de Laborde, banquier de Louis XV, armateur négrier et planteur esclavagiste (ses navires ont déporté près de 10 000 Africains, et il a fait travailler plus de 2 000 personnes asservies sur ses plantations). Comme il a été décapité en 1794 sous la Révolution française, ce sont deux de ses enfants, Alexandre et Nathalie, qui touchent la somme de 350 000 francs or, en compensation de pertes déclarées en Haïti,.

#### Le Trésor public français, également bénéficiaire
Le Trésor public français s’est également enrichi du reliquat de la double dette d’Haïti. Alors que les versements étaient exclusivement destinés aux ayants droit des colons propriétaires, le trop-versé par Haïti, d'un montant de 2 millions de francs de 1907, et équivalent à plus de 9 millions d'euros en 2025, a été indûment conservé par le Trésor public.

### Une très lourde dette

#### Accumulation des retards de paiement de la part d'Haïti
Pour s'acquitter du premier versement de 30 millions de francs-or, Haïti a recours à l'emprunt auprès d'un consortium réuni autour du politicien et banquier Jacques Laffitte, de la banque de Pierre François Paravey et de Rothschild Frères. Sur les 30 millions empruntés, Haïti n'en touche que 24, la commission s'élevant à 6 millions de francs. Pour pallier ce manque, le président Boyer doit réquisitionner la totalité des liquidités présentes sur le sol haïtien, et les envoyer à la Caisse des dépôt sur un navire français. De plus, avec un taux nominal de 6 % sur 25 ans, cela représente un remboursement de 58 millions de francs pour Haïti, alors que le pays n'en a reçu que 24.
Après ce premier versement, Haïti est insolvable et n'arrive pas à régler le restant de la somme et les intérêts des emprunts. Les rentrées d'argent fondent, en raison de la guerre et du blocus, et de la baisse du cours du café, denrée produite par le petit paysannat et pilier des recettes de l’État. De plus, redoutant un « éventuel retour offensif des Français », Dessalines avait engagé d'importants travaux de défense (édification de 30 forts) pour protéger le nouvel État. Enfin, l'excédent budgétaire du pays était très faible, comme l'ont reconnu les banquiers prêteurs de l'État haïtien comme Jacques Laffitte. Pour toutes ces raisons, Haïti est dans l’incapacité de solder la dette.
Pour recouvrer le restant de la somme, le gouvernement français brandit à nouveau la menace de guerre : « une armée de 500 000 hommes [est] prête à combattre, et derrière cette force imposante, une réserve de 2 millions », écrit ainsi le ministre des Affaires étrangères au consul de France à Haïti en 1831. Mais la menace n'a pas l'effet escompté et les diplomates français déplorent qu'elle incite Haïti à investir son argent dans l’armée plutôt que de l’envoyer en France.
Fin 1837, deux émissaires français débarquent à Port-au-Prince avec ordre de négocier un nouveau traité et faire reprendre les paiements. Un accord n'apparaît qu’en 1838. Alors que 30 millions ont déjà été versés, mais avec un retard de plus de dix ans sur les échéances prévues, le gouvernement français accepte de limiter le reliquat de dette à 60 millions de francs. Ce total de 90 millions correspond au douzième du budget annuel de la France de l'époque (en 1830, recettes : 1 020 052 843 francs ; dépenses : 1 095 142 115 francs). Ce montant représente aussi le vingtième environ de la valeur des terres de Saint-Domingue à la veille de la Révolution française, en ne comptant pas celle des habitations des propriétaires mulâtres et noirs restés sur place en 1804.
Jusqu'en 1850, entre 40 et 50 % des revenus du gouvernement d’Haïti sont consacrés au service de la dette de l'indépendance (plus de 65 % en 1914). La France réussit ainsi à conserver sa domination commerciale et économique, à défaut d'être territoriale, sur son ancienne colonie jusqu’à la fin du xixe siècle.
En 1875, Haïti est obligé d'emprunter à nouveau 31 millions (et n'en reçoit que 21), puis encore 50 millions en 1896 (il en touche seulement 38), et enfin 65 millions en 1910 (pour 45 millions effectifs).

#### Dette soldée mais intérêts qui continuent
Si la dette est soldée en 1883, les agios de l’emprunt ne seront réglés qu'au milieu du XXe siècle. En 1911, sur 3 dollars perçus par l'État haïtien via l’impôt sur le café, principale source de revenus du pays, 2,53 dollars servent à rembourser la dette aux mains d’investisseurs français.
En 1915, les États-Unis profitent de la faiblesse d'Haïti pour occuper le pays pendant 19 ans. C'est désormais vers les banques américaines que les emprunts se font, et notamment la National City Bank de New York, ancêtre de Citigroup.
Les divers emprunts et intérêts auprès des banques françaises, puis américaines, pour régler la « dette de l'indépendance » ne seront définitivement soldés qu'en 1952.

#### Impact sur le développement du pays

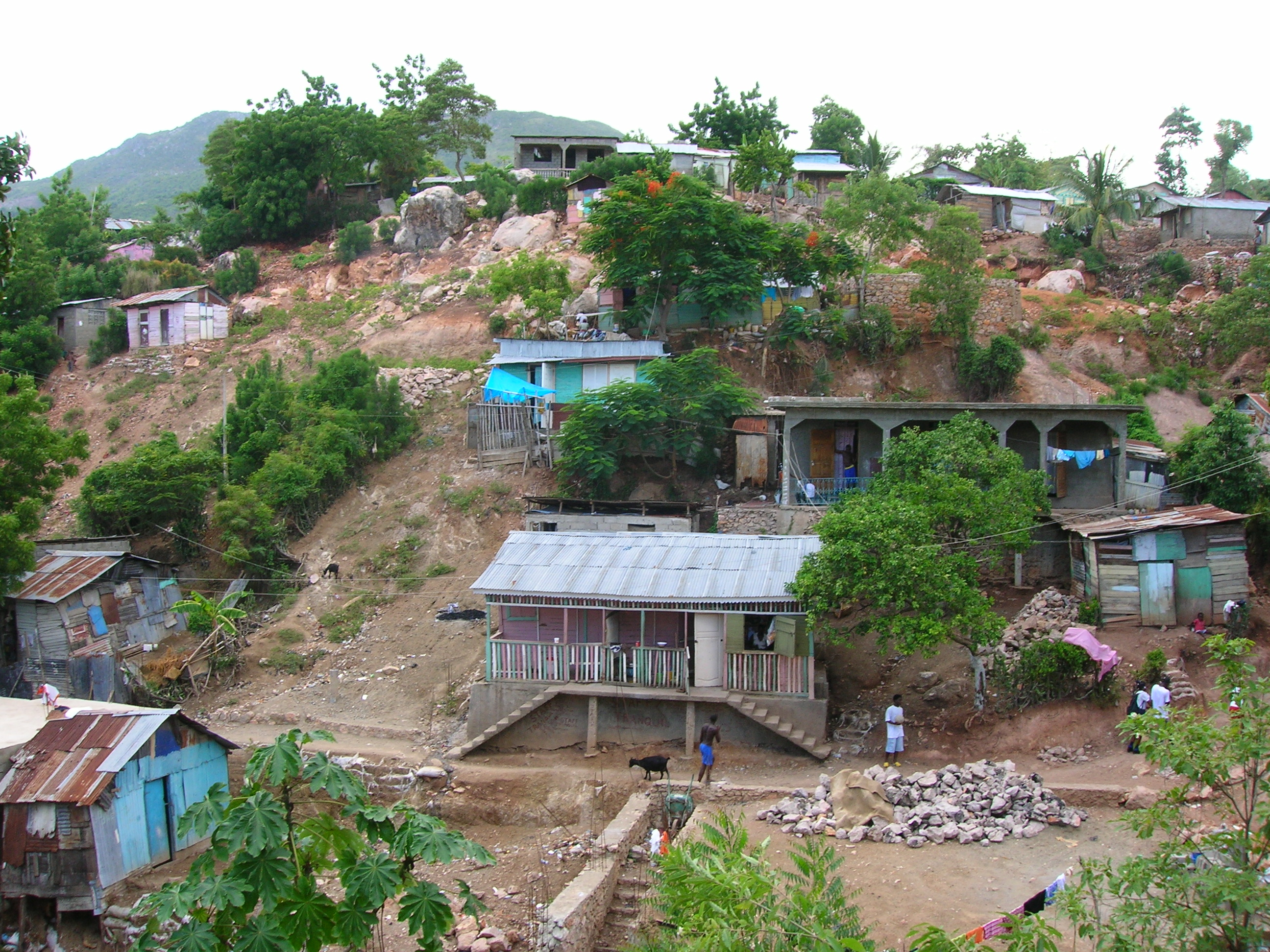
Bidonville au nord du Cap-Haïtien.

Le paiement de cette indemnité a probablement entraîné un important retard de développement dans le pays. En comptant les sommes effectivement versées par les Haïtiens aux héritiers de leurs anciens maîtres, les commissions bancaires, les intérêts, les remises de dette, et les pénalités de retard appliqués au fil des décennies, Haïti a déboursé environ 560 millions de dollars en valeur actualisée de 2007 (soit 12 % en plus du montant initial, 112 % des exportations de 1789). Surtout, cette dette aurait engendré un manque à gagner de 21 à 115 milliards de dollars selon les estimations, du fait que les sommes versées par Haïti n'ont jamais profité au pays et ont été expédiées en France sans biens ni services en retour,.
Le poids de la dette a touché particulièrement les classes les plus pauvres d'Haïti, le pays ayant toujours manqué d'écoles, d'eau potable, d'électricité et autres services de base. Le sous-développement du pays s'est accompagné d'une succession de régimes autoritaires et corrompus, qui ont contribué à aggraver la situation.

#### Bénéficiaires des versements haïtiens
Alors que les paiements haïtiens aux anciens colons n’étaient censés bénéficier qu’à des propriétaires individuels, et non au gouvernement français, l’État en touchera pourtant sa part. Près de 2 millions de francs versés par les descendants d’esclaves — environ 8,5 millions de dollars — ont rejoint les caisses de l’État français.
Dans l’aristocratie européenne actuelle se trouvent des descendants des familles qui ont touché ces réparations. Les plus connus sont Maximilien, margrave de Bade, cousin germain du roi Charles III ; Ernest-Antoine Seillière de Laborde, ancien président du Medef ; Michel de Ligne, un prince belge ; ou encore Nicolas de Leuchtenberg.

### Demande de réparations de la part d'Haïti

#### Réclamation en 2003 par Jean-Bertrand Aristide
Le 7 avril 2003, conjointement avec des manifestations de rue du mouvement Lavalas qui scandent « Restitisyon », Jean-Bertrand Aristide, premier président haïtien démocratiquement élu après une longue dictature, réclame publiquement à la France qu'elle verse des réparations financières à Haïti. Le montant du préjudice est estimé à 21 milliards de dollars par le gouvernement haïtien.

#### Refus français
Sous la présidence de Jacques Chirac et le gouvernement Jean-Pierre Raffarin, une commission publique est chargée d’examiner les relations entre les deux pays. En coulisses, la commission a toutefois pour instruction de « ne pas dire un mot allant dans le sens de la restitution », affirme Thierry Burkard, l’ambassadeur de France en Haïti à l’époque.
Dans son rapport publié en janvier 2004, la dette de l’indépendance est qualifiée de « traité », conclu entre Haïti et la France — la présence d’une armada de guerre au large d’Haïti pour l’imposer de force n’est mentionnée qu’en annexe. De plus, la faute est rejetée sur « les Bourbons » et « les Orléans », afin de disculper la République française.

#### Coup d'État l'année suivante à Haïti
Un mois après la publication du rapport, le président Aristide est chassé du pouvoir par un coup d'État en 2004. En 2022, l'ambassadeur de France à Haïti de cette époque déclare que ce coup d'État a été orchestré par la France et les États-Unis, « probablement un peu » à cause des demandes de réparation émises par Aristide car, selon lui, « la demande aurait été un précédent pour 36 autres réclamations ». Cette affirmation a toutefois été officiellement contestée par l'ambassadeur des États-Unis à Haïti à cette époque.

#### Reconnaissance en 2015 d'une «dette morale»
En mai 2015, lors de l’inauguration d’un centre mémoriel sur la traite et l’esclavage en Guadeloupe, le président François Hollande qualifie publiquement le tribut versé par Haïti de « rançon de l’indépendance ». De plus, il fait une promesse : « Quand je viendrai en Haïti, j’acquitterai à mon tour la dette que nous avons. » Dans l'assistance se trouve le président haïtien de l'époque, Michel Martelly, et plusieurs chefs d'État africains qui acclament le discours,. Toutefois, quelques heures plus tard, les collaborateurs du président français s'empressent de préciser aux agences de presse qu’il s'agit d'une « dette morale » de la France envers Haïti — et non d’une quelconque indemnisation financière. La position de la France n’a pas bougé depuis.

#### L'article duNew York Times(2022)
Le 20 mai 2022, le quotidien américain le New York Times publie une enquête intitulée « La rançon - Les milliards envolés » qui calcule le montant que les Haïtiens ont payé à la France en contrepartie de leur liberté, et l'impact de cette dette sur l'économie haïtienne.

#### Les travaux de la Fondation pour la mémoire de l'esclavage (FME)
Le 14 avril 2025, la Fondation pour la mémoire de l'esclavage (FME) publie une note consacrée à « La double dette d’Haïti (1825-2025) – Une question actuelle ». Dans ce document, elle demande à ce que la France s'engage dans la réparation de son passé esclavagiste.
Ce travail est le fruit d'une réflexion engagée par la Fondation en décembre 2024, à laquelle ont notamment pris part l'écrivaine haïtienne Yanick Lahens, le chef d'entreprise Bernard Hayot, l’historien réunionnais Prosper Ève, et la directrice scientifique du musée d’histoire de Nantes, Krystel Gualdé, sur quatre thèmes de travail : la question internationale, les outre-mer, le racisme et les discriminations, les restitutions culturelles.

#### Commission d'historiens franco-haïtienne
Le 17 avril 2025, journée du bicentenaire de la reconnaissance de l'indépendance d'Haïti, le président français Emmanuel Macron publie un communiqué dans lequel il estime que la faute revient uniquement au régime de la Restauration, considérant que cette indemnité, décidée par le roi Charles X en 1825, « plaçait alors un prix sur la liberté d’une jeune nation, qui était ainsi confrontée, dès sa constitution, à la force injuste de l’histoire ». Il annonce la création d'une commission franco-haïtienne d'historiens, co-animée par le diplomate français Yves Saint-Geours et l'historienne haïtienne Gusti-Klara Gaillard-Pourchet, et qui sera chargée d'étudier l'impact de l'indemnité financière imposée par la France. Celle-ci doit formuler des recommandations, bien que le communiqué du président français n'évoque pas de réparation financière comme le demandent les autorités haïtiennes,.
Le 24 avril suivant, un collectif de signataires auquel appartiennent notamment Françoise Vergès et Frédéric Thomas, publie une tribune dans le quotidien L'Humanité intitulée « 200 ans après la dette odieuse imposée à Haïti, non au mépris persistant de la France », jugeant insuffisantes les annonces du président de la République.

#### Publications récentes

##### Monographies
- Jean-Claude Bruffaerts, Marcel Dorigny, Gusti-Klara Gaillard et Jean-Marie Théodat, Haïti-France, les chaînes de la dette : Le rapport Mackau (1825), Paris, Maisonneuve et Larose / Hémisphères, 2021, 160 p. (ISBN 978-2-37701-117-9, présentation en ligne)
- Frédéric Thomas, Haïti : notre dette, Syllepse, 2025, 96 p. (ISBN 979-10-399-0262-5, présentation en ligne)
- Fondation pour la mémoire de l'esclavage, La double dette d’Haïti (1825-2025) : Une question actuelle, Paris, 2025, 32 p. (lire en ligne [PDF])

##### Ouvrages généraux
- Pierre Pluchon et Lucien-René Abénon, Histoire des Antilles et de la Guyane, Privat, 1982, 480 p.
- Rémy Zamor, Histoire d'Haiti de 1804 à 1884 : fin du gouvernement de Salomon, Imprimerie Le Natal, 1992, 308 p. (lire en ligne)
- (en) Joan Dayan et Colin Dayan, Haiti, History, and the Gods, University of California Press, coll. « A centennial book », 10 mars 1998, 339 p. (ISBN 978-0-520-21368-5, lire en ligne)
- Jacques Blancpain, Un siècle de relations financières entre Haïti et la France: 1825-1922, L'Harmattan, Paris, 2001, 214 p.  (ISBN 2747508528)
- Jean-Marie Théodat, Haïti République Dominicaine : Une île pour deux (1804-1916), Éditions Karthala, 2003, 380 p. (ISBN 2845863799, lire en ligne)
- Frédéric Régent, La France et ses esclaves, de la colonisation aux abolitions (1620-1848), Paris, Grasset, 2007, 360 p. (EAN 9782246702115, présentation en ligne)
- Jean-François Brière. Haïti et la France, 1804-1848: le rêve brisé. Éditions Karthala, 2008
- (en) Philippe R. Girard, The Slaves Who Defeated Napoleon : Toussaint Louverture and the Haitian War of Independence 1801–1804, Tuscaloosa, Alabama, University of Alabama Press, coll. « Atlantic Crossings », 2 novembre 2011, 444 p. (ISBN 978-0-8173-1732-4, lire en ligne)
- (en) Jeremy D. Popkin, A Concise History of the Haitian Revolution, Chicester, West Sussex, John Wiley & Sons, coll. « Viewpoints » (no 3), 27 décembre 2011, 202 p. (ISBN 978-1-4051-9820-2, lire en ligne)
- Gusti-Klara Gaillard-Pourchet, « Haïti-France. Permanences, évolutions et incidences d’une pratique de relations inégales au XIXe siècle », La Révolution française. Cahiers de l’Institut d’histoire de la Révolution française, no 16,‎ 20 juin 2019 (ISSN 2105-2557, DOI 10.4000/lrf.2844, lire en ligne, consulté le 3 mars 2024)

##### Articles
- Benoît Joachim, « L'indemnité coloniale et la question des rapatriés », Revue historique, Jg. 95, t. 246, no 500, oct.-déc. 1971, pp. 359-376.
- Jean-François Brière, « La France et la reconnaissance de l'indépendance haïtienne : Le débat sur l'ordonnance de 1825 », French Colonial History, 2004, 5 (1), pp. 125-138.
- Jean-François Brière, « L'Emprunt de 1825 dans la dette de l'indépendance haïtienne envers la France », The Journal of Haitian Studies, 2006, 12 (2), pp. 126-134.
- François Blancpain, « Note sur les « dettes » de l'esclavage : le cas de l'indemnité payée par Haïti (1825-1883) », Outre-Mers. Revue d'histoire, vol. 90, no 340,‎ 2003, p. 241-245 (DOI 10.3406/outre.2003.4054, lire en ligne, consulté le 21 mars 2024).
- Frédérique Beauvois, « L'indemnité de Saint-Domingue : « Dette d'indépendance » ou « rançon de l'esclavage »? », French Colonial History, vol. 10, no 1,‎ 2009, p. 109-124 (ISSN 1543-7787, lire en ligne, consulté le 21 mars 2024).
- (en) Kim Oosterlinck, Ugo Panizza, Mark Weidemaier et Mitu Gulati, « The Odious Haitian Independence Debt », Journal of Globalization and Development, vol. 13, no 2,‎ 1er décembre 2022, p. 339-378 (ISSN 1948-1837, DOI 10.1515/jgd-2021-0057, lire en ligne, consulté le 21 mars 2024)

#### Publications anciennes
- L. Bazile, Le Conseil des colons de Saint-Domingue, de leurs créanciers et ayant-cause, Eugène Renduel/Libraire, Paris, 1826.
- E. Granger, Guide du colon ou commentaire sur la loi de l'indemnité des colons de Saint-Domingue, 143 S., Delaforest, Paris, 1826.
- État détaillé des liquidations opérées [de 1827 à 1833] par la Commission chargée de répartir l'indemnité attribuée aux anciens colons de Saint-Domingue, en exécution de la loi du 30 avril 1826, 6 Bde., Imprimerie Royale, Paris, 1828-1834.
- Jules Roche, Les budgets du XIXe siècle et questions diverses, Paris, Ernest Flammarion, 1901.